# Wasserwerk Velen-Tannenbültenberg
Das Wasserwerk Velen-Tannenbültenberg befindet sich im nordrhein-westfälischen Westmünsterland südlich von Velen-Ramsdorf am Nordhang (80 m ü. NN) des Tannenbültenberges (107,4 m ü. NN), der höchsten Erhebung des Höhenzugs Die Berge. 
Das Wasserwerk der RWW Rheinisch-Westfälische Wasserwerksgesellschaft mbH gewinnt seit 1958 Trinkwasser aus drei Tiefbrunnen. Aus 60 bis 100 Metern Tiefe fördert diese Brunnengalerie aus den Halterner Sanden beziehungsweise den Recklinghäuser Sandmergeln hochreines Grundwasser. Einzig die natürlicherseits höhere Konzentration von gelöstem Eisen benötigt eine Aufbereitung mittels Enteisenungsanlage. 
Das gesamte Wasserwerk wurde 1995/1996 mit einer neuen Aufbereitungs- und Speicheranlage modernisiert. Dabei wurde die Kapazität der Enteisenung auf 300 m³/h erhöht. Die Rückstände der Anlage werden gesammelt und zusammen mit denen des RWW-Wasserwerkes Dorsten-Holsterhausen entsorgt. Das Wasserwerk wird vom RWW-Ruhrwasserwerk Styrum/Ost überwacht und gesteuert. 
Die Bezirksregierung Münster hat im September 1979 das etwa 290 Hektar große Wasserschutzgebiet Velen-Tannenbültenberg festgesetzt.
Das Wasserwerk versorgt die Stadt Velen und die Stadtteile Burlo und Weseke der Kreisstadt Borken. In den letzten Jahren wurden im Wasserwerk 300.000 m³ bis 335.000 m³ Grundwasser gefördert und aufbereitet.